# 马隆赛伦市镇

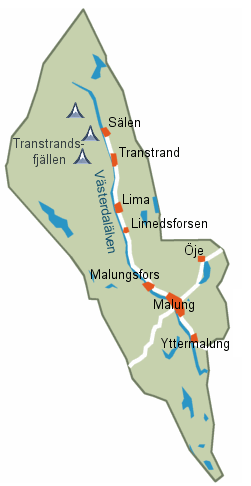
市镇地图

马隆赛伦市镇（瑞典語：Malung-Sälens kommun）是瑞典中部达拉纳省的一个市镇。其治所位于馬隆。